# أبو داود سليمان بن نجاح
أبو داود سليمان بن نجاح الأموي الأندلسي المالكي أحد أشهر علماء القرآن في زمانه، ولد سنة 413هـ، وقرأ على أبي عمرو الداني وغيره، وبرع في القراءات وسائر علوم القرآن، وتتلمذ عليه كثيرون، ورحل الناس إليه ليقرأوا عليه، وكان من جلة المقرئين وعلمائهم وفضلائهم وخيارهم، عالما بالقراءات ورواياتها وطرقها، حسن الضبط لها، وكان دينا فاضلا ثقة فيما رواه.
وله مؤلفات كثيرة نافعة، منها: التبيين لهجاء التنزيل، ومختصره، وكتاب حروف المعجم، وكتاب أحكام الراءات، وكتاب الحروف التي اختلفت فيها مصاحف عثمان رضي الله عنه، وغير ذلك من المؤلفات.
توفي بمدينة بلنسية بالأندلس، في رمضان سنة 496هـ وكانت جنازته مشهودة.

## الاسم والنسبة والكنية والمولد
الاسم: سليمان بن أبي القاسم نجاح.
النسبة: الأموي الأندلسي المالكي، وهو من موالي بني أمية.
الكنية: أبو داود.
المولد: سنة 413هـ.

## شيوخه
توفر لأبي داود سليمان بن نجاح طائفة من العلماء والحفاظ، وكلهم من ذوي التصانيف في مختلف العلوم، وكل منهم وصف بالعلم والفضل، ونعت بالرواية والدراية.
ومن أبرز شيوخه:
1. أحمد بن الحسن بن عثمان الغساني، من أهل: «بجاية» المرّية، وسكن دانية، يكنى أبا عمر، ويعرف بابن أبي رئال، دانية لمجاهد العامري، وكان فقيها نظارا له حظ من الأدب والشعر، توفي سنة 440هـ.
2. سليمان بن خلف بن سعد، أبو الوليد الباجي، كان فقيها محدثا محققا حسن التأليف له تصانيف مشهورة جليلة، منها: المنتقى في شرح الموطأ، والمقتبس والمهذب وغيرها، توفي سنة 474هـ.
3. عثمان بن سعيد بن عثمان بن سعيد أبو عمرو الداني القرشي الأموي المعروف في زمانه بابن الصيرفي شيخ مشايخ المقرئين، كان أحد الأئمة في علم القرآن ورواياته وتفسيره ومعانيه وطرق إعرابه، وجمع في ذلك تآليف مفيدة، توفي سنة 444هـ.
4. يوسف بن عبد الله بن محمد ابن عبد البر النمري شيخ علماء الأندلس، وكبير محدثيها في وقته، له مؤلفات مفيدة جدا، منها: التمهيد، والاستذكار، والاستيعاب، وجامع بيان العلم، وغير ذلك، توفي سنة 463هـ.[1]

## تلاميذه
1. إبراهيم بن إسماعيل العبدري من أهل المرية، يكنى أبا إسحاق، روى عن أبي داود المقرئ وغيره، وكان من أهل التقييد والضبط، وكتب بخطه كثيرا توفي في سنة 514 هـ.
2. أحمد بن جعفر ابن جحّاف المعافري من أهل بلنسية وقاضيها يكنى أبا محمد، ولي قضاء بلنسية نحوا من خمس عشرة سنة فكانت سيرته محمودة. سمع من أبي داود المقرئ، توفي سنة 547هـ.
3. - سليمان بن يحيى بن سعيد المعافري، سرقسطي تلا بشرق الأندلس على أبي داود سليمان بن نجاح، وعرف بأبي داود الصغير، وكان مقرئا محققا مجودا ماهرا، وتصدر للإقراء والعربية بمسجد العطارين في قرطبة، وقصده الناس للأخذ عنه، وتوفي بعد سنة 540 هـ.
4. علي بن أحمد بن خلف أبو الحسن الباذش الأنصاري الغرناطي؛ أستاذ حاذق ماهر محقق كامل، أخذ القراءات عن أبي داود وابن الدوش، وكان من المحققين البصراء بضروب القراءات والآداب، عارفا بالحديث ورجاله، ذا ورع وديانة وإتقان وشهرة، تصدر للإقراء والنحو بغرناطة فأكثر الناس عنه، مات سنة 528 هـ.[5]

## مكانته والثناء عليه
بلغ أبو داود سليمان بن نجاح مكانة عالية في علوم القرآن والحديث، واشتهرت مصنفاته، وأثنى عليه المختصون.
- قال عنه ابن بشكوال أبو القاسم خلف بن عبد الملك: وكان من جلة المقرئين وعلمائهم وفضلائهم وخيارهم، عالما بالقراءات ورواياتها وطرقها، حسن الضبط لها، وكان دينا فاضلا ثقة فيما رواه، وله تواليف كثيرة في معاني القرآن العظيم وغيره.[1]
- قال عنه أحمد بن يحيى الضبي: محدث فاضل زاهد، كان إمام وقته في الإقراء رواية ومعرفة، مجاب الدعوة، له تواليف كثيرة تدل على سعة علمه ومعرفته بالإقراء. ثم قال: روى عنه جماعة من الأعلام فيهم كثرة، ولم يزل يقرئ كتاب الله عز وجل، وحديث رسول الله صلى الله عليه وسلّم إلى أن توفي، وكانت جنازته مشهودة.[6]
- وقال عنه الذهبي: شيخ الإقراء، مسند القراء، وعمدة أهل الأداء.[7]
- ووصفه ابن الجزري بقوله: شيخ القراء وإمام الإقراء.[8]

## مؤلفاته
اشتغل أبو داود بالتأليف والتصنيف وترك عددا من المؤلفات النافعة، منها:
1. البيان الجامع لعلوم القرآن.
2. التبيين لهجاء التنزيل، ضمنه الكلام على هجاء مصاحف الأمصار والقراءات والأصول والتفسير والشرح والأحكام.
3. مختصر التبيين لهجاء التنزيل.
4. كتاب حروف المعجم.
5. كتاب في حكم الراءات.
6. كتاب الحروف التي اختلفت فيها مصاحف عثمان رضي الله عنه.
7. كتاب الجواب عن قوله تعالى: حافظوا على الصّلوات والصّلاة الوسطى.[2][3]

## وفاته
توفي أبو داود يوم الأربعاء بعد صلاة الظهر، ودفن يوم الخميس لصلاة العصر بمدينة بلنسية، وشيّع جنازته خلق كثير، وذلك في رمضان لست عشرة ليلة خلت منه سنة 496هـ.